# Rue du Capitaine-Olchanski
Pour les articles homonymes, voir Olchanski.
La rue du Capitaine-Olchanski est une voie du 16e arrondissement de Paris, en France.

## Situation et accès

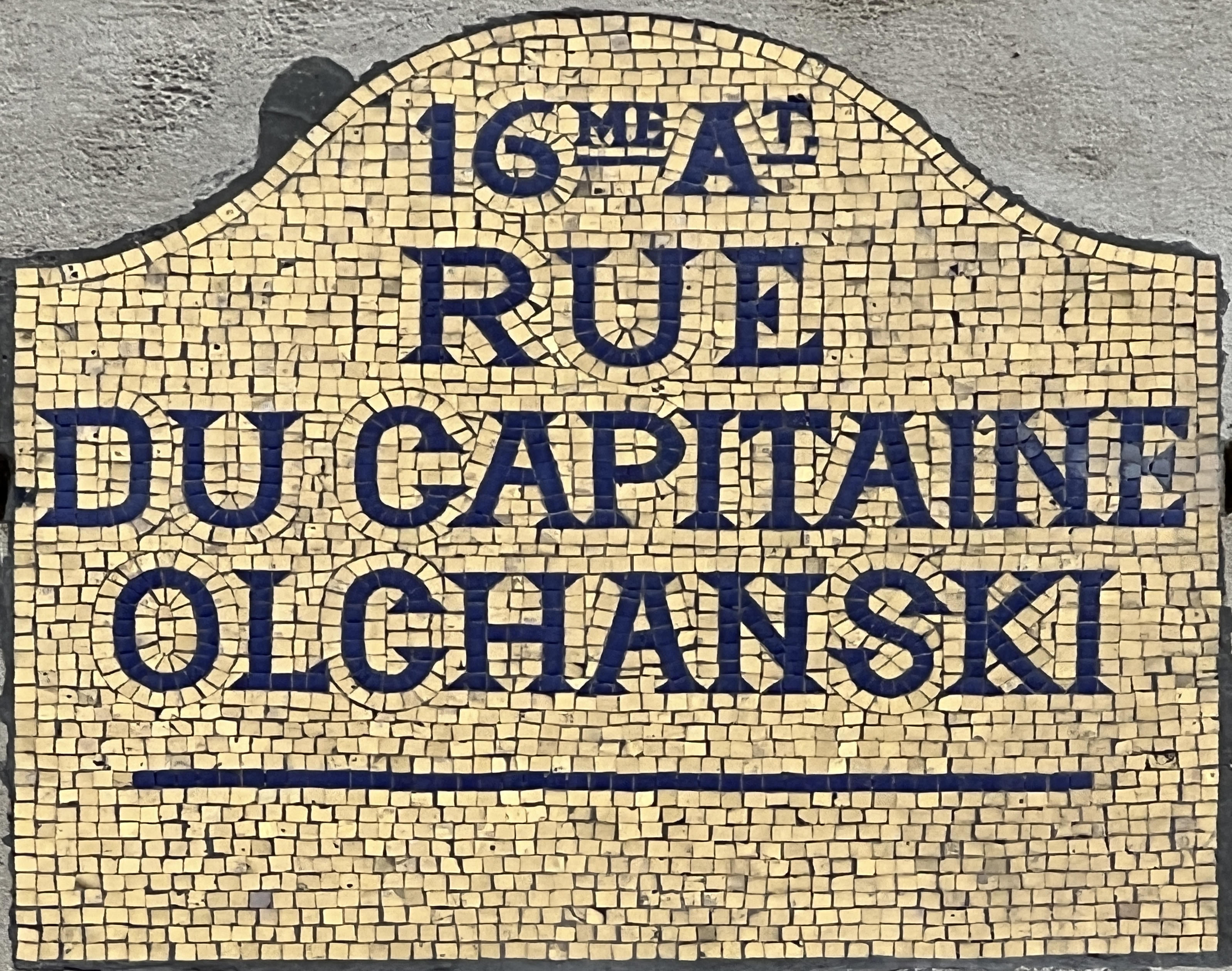
Plaque en mosaïque.

La rue du Capitaine-Olchanski est une voie publique située dans le 16e arrondissement de Paris. Elle débute au 126, avenue Mozart et se termine au 2, rue de la Mission-Marchand.

## Origine du nom
Elle porte le nom de Jacques Lazare Olchanski, en hommage à son comportement héroïque lors de la Première Guerre mondiale.
Capitaine au 99e RI, né le 20 janvier 1891 à Paris, mort le 6 juin 1918, à la suite des blessures de guerre reçues, cote 240 à Vrigny, à l'ambulance 15/22 de Louvois. Il a été décoré de nombreuses fois ; sa tombe est située au cimetière du Montparnasse à Paris, division 30.
Trouvé sur son carnet de route à la première bataille de la Marne (septembre 1914) : « Quand on veut, on peut vivre toutes les circonstances. Il suffit de courage, de volonté et de sincérité. »[réf. nécessaire]

## Historique
Cette voie est ouverte sous sa dénomination actuelle en 1907. Elle est classée dans la voirie parisienne par un arrêté du 13 octobre 1967.